# Sangnok-gu
Sangnok-gu är ett av de två stadsdistrikten i staden Ansan i Sydkorea. Den ligger i provinsen Gyeonggi, i den nordvästra delen av landet, 30 km söder om huvudstaden Seoul. Antalet invånare vid slutet av 2020 var 364 068.
Sanggok-gu är indelat i 13 administrativa stadsdelar: 
Ansan-dong,
Banwol-dong,
Bono 1-dong,
Bono 2-dong,
Bono 3-dong,
Bugok-dong,
Haeyang-dong,
I-dong,
Il-dong,
Sa-dong,
Sai-dong,
Seongpo-dong och
Wolpi-dong.